# Okresy ve Spojených státech amerických

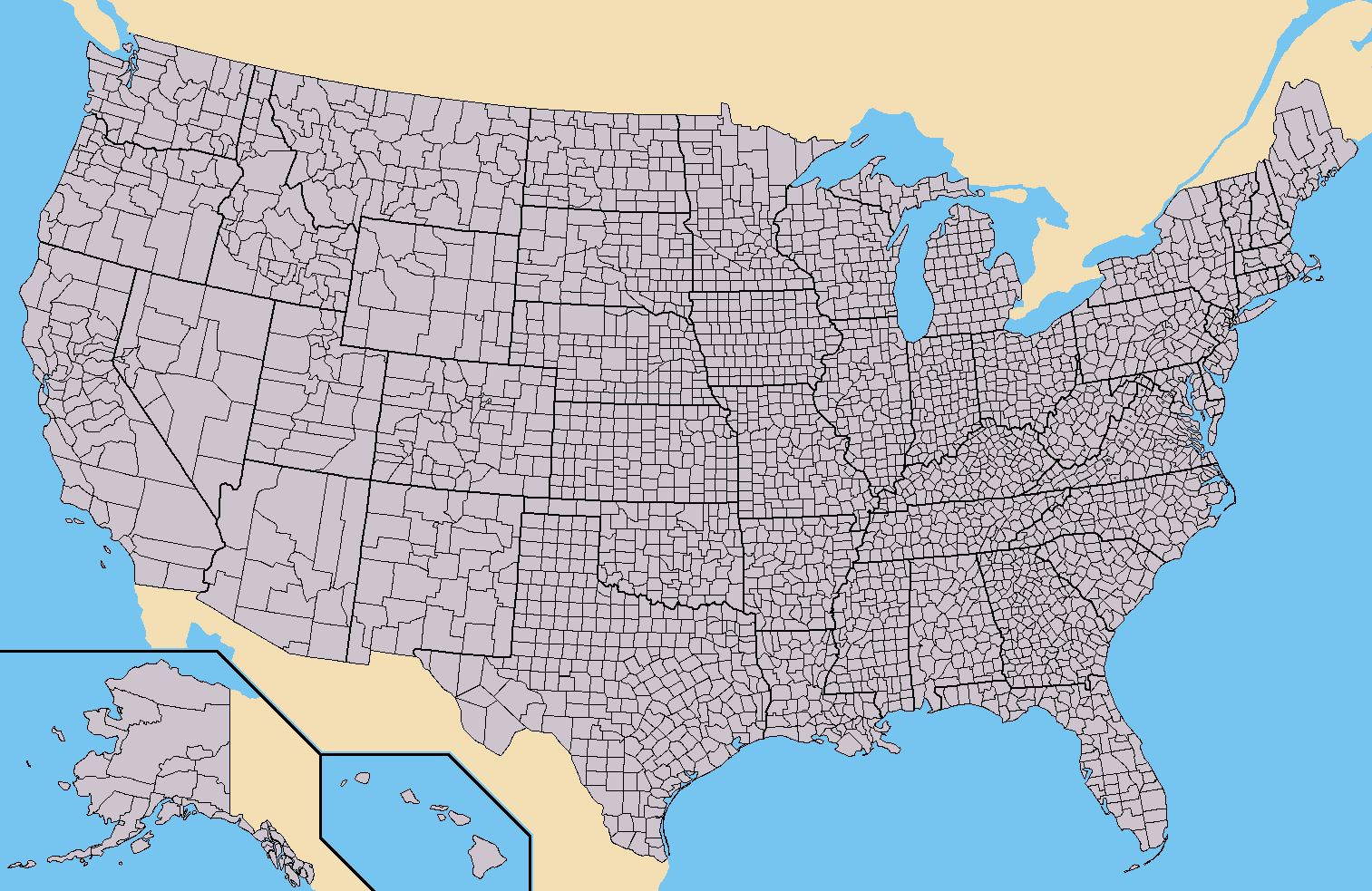
Mapa Spojených států amerických s vyznačenými hranicemi okresů

Okresy ve Spojených státech amerických jsou administrativními celky na úrovni mezi státy a obcemi (městy, vesnicemi). Na Aljašce jsou nazývány borough (obvod), v Louisianě parish (farnost) a ve zbylých státech se pro ně používá termín county (tento termín se ve Velké Británii používá pro hrabství).
Za samostatné okresy se také považují některá města, která nejsou součástí okresů. Celkem je v 50 státech Spojených států amerických 3142 území ekvivalentních okresům (a navíc federální distrikt District of Columbia, který nepatří do žádného státu). Průměrně připadá na jeden stát 62 okresů a na každý okres 100 000 obyvatel, ale například okres Los Angeles má téměř 10 miliónů obyvatel a naopak okres Loving v Texasu má pouhých 64 obyvatel (2020) nebo okres Kalawao na Havaji, který býval kolonií malomocných, má jen 86 obyvatel (2019).
Většina z okresů byla pojmenována po osobnostech, přičemž zvláště oblíbená jména jsou Washington a Jefferson. Jiná popisují charakter krajiny (například Lake County, tj. jezerní okres), jména dalších pocházejí z francouzštiny nebo španělštiny.

## County
County se z angličtiny do češtiny překládá jako hrabství (Velká Británie), kraj a distrikt (Spojené státy a Irsko).
Podle slovníku Cambridge International Dictionary of English je County definované jako politická správa, která tvoří nejvyšší stupeň místní samosprávy, vlády v Británii a Irsku a nejvyšší stupeň místní samosprávy, vlády, ve státě, v případě Spojených států.
Taková definice podle právní úpravy územního členění státu v Česku odpovídá kraji.
Někteří autoři používají i v případě Spojených států amerických termín hrabství.

## Seznam okresů ve Spojených státech amerických
| Federální stát   | Počet okresů | Článek                           | Okresy |
| ---------------- | ------------ | -------------------------------- | --- |
| Alabama          | 67           | Seznam okresů v Alabamě          | Autauga • Baldwin • Barbour • Bibb • Blount • Bullock • Butler • Calhoun • Chambers • Cherokee • Chilton • Choctaw • Clarke • Clay • Cleburne • Coffee • Colbert • Conecuh • Coosa • Covington • Crenshaw • Cullman • Dale • Dallas • DeKalb • Elmore • Escambia • Etowah • Fayette • Franklin • Geneva • Greene • Hale • Henry • Houston • Jackson • Jefferson • Lamar • Lauderdale • Lawrence • Lee • Limestone • Lowndes • Macon • Madison • Marengo • Marion • Marshall • Mobile • Monroe • Montgomery • Morgan • Perry • Pickens • Pike • Randolph • Russell • Shelby • St. Clair • Sumter • Talladega • Tallapoosa • Tuscaloosa • Walker • Washington • Wilcox • Winston |
| Aljaška          | 30           | Seznam obvodů na Aljašce         | Aleutians East • Anchorage • Bristol Bay • Denali • Fairbanks North Star • Haines • Juneau • Kenai Peninsula • Ketchikan Gateway • Kodiak Island • Lake and Peninsula • Matanuska-Susitna • North Slope • Northwest Arctic • Petersburg • Sitka • Skagway • Wrangell • Yakutat • Unorganized (neorganizovaný, pro statistické účely rozdělený na 11 částí) |
| Arizona          | 15           | Seznam okresů v Arizoně          | Apache • Cochise • Coconino • Gila • Graham • Greenlee • La Paz • Maricopa • Mohave • Navajo • Pima • Pinal • Santa Cruz • Yavapai • Yuma |
| Arkansas         | 75           | Seznam okresů v Arkansasu        | Arkansas • Ashley • Baxter • Benton • Boone • Bradley • Calhoun • Carroll • Chicot • Clark • Clay • Cleburne • Cleveland • Columbia • Conway • Craighead • Crawford • Crittenden • Cross • Dallas • Desha • Drew • Faulkner • Franklin • Fulton • Garland • Grant • Greene • Hempstead • Hot Spring • Howard • Independence • Izard • Jackson • Jefferson • Johnson • Lafayette • Lawrence • Lee • Lincoln • Little River • Logan • Lonoke • Madison • Marion • Miller • Mississippi • Monroe • Montgomery • Nevada • Newton • Ouachita • Perry • Phillips • Pike • Poinsett • Polk • Pope • Prairie • Pulaski • Randolph • Saline • Scott • Searcy • Sebastian • Sevier • Sharp • St. Francis • Stone • Union • Van Buren • Washington • White • Woodruff • Yell |
| Colorado         | 64           | Seznam okresů v Coloradu         | Adams • Alamosa • Arapahoe • Archuleta • Baca • Bent • Boulder • Broomfield • Chaffee • Cheyenne • Clear Creek • Conejos • Costilla • Crowley • Custer • Delta • Denver • Dolores • Douglas • Eagle • El Paso • Elbert • Fremont • Garfield • Gilpin • Grand • Gunnison • Hinsdale • Huerfano • Jackson • Jefferson • Kiowa • Kit Carson • La Plata • Lake • Larimer • Las Animas • Lincoln • Logan • Mesa • Mineral • Moffat • Montezuma • Montrose • Morgan • Otero • Ouray • Park • Phillips • Pitkin • Prowers • Pueblo • Rio Blanco • Rio Grande • Routt • Saguache • San Juan • San Miguel • Sedgwick • Summit • Teller • Washington • Weld • Yuma |
| Connecticut      | 8            | Seznam okresů v Connecticutu     | Fairfield • Hartford • Litchfield • Middlesex • New Haven • New London • Tolland • Windham |
| Delaware         | 3            | Seznam okresů v Delawaru         | Kent • New Castle • Sussex |
| Florida          | 67           | Seznam okresů na Floridě         | Alachua • Baker • Bay • Bradford • Brevard • Broward • Calhoun • Charlotte • Citrus • Clay • Collier • Columbia • De Soto • Dixie • Duval • Escambia • Flagler • Franklin • Gadsden • Gilchrist • Glades • Gulf • Hamilton • Hardee • Hendry • Hernando • Highlands • Hillsborough • Holmes • Indian River • Jackson • Jefferson • Lafayette • Lake • Lee • Leon • Levy • Liberty • Madison • Manatee • Marion • Martin • Miami-Dade • Monroe • Nassau • Okaloosa • Okeechobee • Orange • Osceola • Palm Beach • Pasco • Pinellas • Polk • Putnam • Santa Rosa • Sarasota • Seminole • St. Johns • St. Lucie • Sumter • Suwannee • Taylor • Union • Volusia • Wakulla • Walton • Washington |
| Georgie          | 159          | Seznam okresů v Georgii          | Appling • Atkinson • Bacon • Baker • Baldwin • Banks • Barrow • Bartow • Ben Hill • Berrien • Bibb • Bleckley • Brantley • Brooks • Bryan • Bulloch • Burke • Butts • Calhoun • Camden • Candler • Carroll • Catoosa • Charlton • Chatham • Chattahoochee • Chattooga • Cherokee • Clarke • Clay • Clayton • Clinch • Cobb • Coffee • Colquitt • Columbia • Cook • Coweta • Crawford • Crisp • Dade • Dawson • Decatur • DeKalb • Dodge • Dooly • Dougherty • Douglas • Early • Echols • Effingham • Elbert • Emanuel • Evans • Fannin • Fayette • Floyd • Forsyth • Franklin • Fulton • Gilmer • Glascock • Glynn • Gordon • Grady • Greene • Gwinnett • Habersham • Hall • Hancock • Haralson • Harris • Hart • Heard • Henry • Houston • Irwin • Jackson • Jasper • Jeff Davis • Jefferson • Jenkins • Johnson • Jones • Lamar • Lanier • Laurens • Lee • Liberty • Lincoln • Long • Lowndes • Lumpkin • Macon • Madison • Marion • McDuffie • McIntosh • Meriwether • Miller • Mitchell • Monroe • Montgomery • Morgan • Murray • Muscogee • Newton • Oconee • Oglethorpe • Paulding • Peach • Pickens • Pierce • Pike • Polk • Pulaski • Putnam • Quitman • Rabun • Randolph • Richmond • Rockdale • Schley • Screven • Seminole • Spalding • Stephens • Stewart • Sumter • Talbot • Taliaferro • Tattnall • Taylor • Telfair • Terrell • Thomas • Tift • Toombs • Towns • Treutlen • Troup • Turner • Twiggs • Union • Upson • Walker • Walton • Ware • Warren • Washington • Wayne • Webster • Wheeler • White • Whitfield • Wilcox • Wilkes • Wilkinson • Worth |
| Havaj            | 5            | Seznam okresů na Havaji          | Hawaii • Honolulu • Kalawao • Kauai • Maui |
| Idaho            | 44           | Seznam okresů v Idahu            | Ada • Adams • Bannock • Bear Lake • Benewah • Bingham • Blaine • Boise • Bonner • Bonneville • Boundary • Butte • Camas • Canyon • Caribou • Cassia • Clark • Clearwater • Custer • Elmore • Franklin • Fremont • Gem • Gooding • Idaho • Jefferson • Jerome • Kootenai • Letah • Lemhi • Lewis • Lincoln • Madison • Minidoka • Nez Perce • Oneida • Owyhee • Payette • Power • Shoshone • Teton • Twin Falls • Valley • Washington |
| Illinois         | 102          | Seznam okresů v Illinois         | Adams • Alexander • Bond • Boone • Brown • Bureau • Calhoun • Carroll • Cass • Champaign • Christian • Clark • Clay • Clinton • Coles • Cook • Crawford • Cumberland • DeKalb • DeWitt • Douglas • DuPage • Edgar • Edwards • Effingham • Fayette • Ford • Franklin • Fulton • Gallatin • Greene • Grundy • Hamilton • Hancock • Hardin • Henderson • Henry • Iroquois • Jackson • Jasper • Jefferson • Jersey • Jo Daviess • Johnson • Kane • Kankakee • Kendall • Knox • LaSalle • Lake • Lawrence • Lee • Livingston • Logan • Macon • Macoupin • Madison • Marion • Marshall • Mason • Massac • McDonough • McHenry • McLean • Menard • Mercer • Monroe • Montgomery • Morgan • Moultrie • Ogle • Peoria • Perry • Platt • Pike • Pope • Pulaski • Putnam • Randolph • Richland • Rock Island • Saline • Sangamon • Schuyler • Scott • Shelby • St. Clair • Stark • Stephenson • Tazewell • Union • Vermilion • Wabash • Warren • Washington • Wayne • White • Whiteside • Will • Williamson • Winnebago • Woodford |
| Indiana          | 92           | Seznam okresů v Indianě          | Adams • Allen • Bartholomew • Benton • Blackford • Boone • Brown • Carroll • Cass • Clark • Clay • Clinton • Crawford • Daviess • DeKalb • Dearborn • Decatur • Delaware • Dubois • Elkhart • Fayette • Floyd • Fountain • Franklin • Fulton • Gibson • Grant • Greene • Hamilton • Hancock • Harrison • Hendricks • Henry • Howard • Huntington • Jackson • Jasper • Jay • Jefferson • Jennings • Johnson • Knox • Kosciusko • LaGrange • Lake • LaPorte • Lawrence • Madison • Marion • Marshall • Martin • Miami • Monroe • Montgomery • Morgan • Newton • Noble • Ohio • Orange • Owen • Parke • Perry • Pike • Porter • Posey • Pulaski • Putnam • Randolph • Ripley • Rush • St. Joseph • Scott • Shelby • Spencer • Starke • Steuben • Sullivan • Switzerland • Tippecanoe • Tipton • Union • Vanderburgh • Vermillion • Vigo • Wabash • Warren • Warrick • Washington • Wayne • Wells • White • Whitley |
| Iowa             | 99           | Seznam okresů v Iowě             | Adair • Adams • Allamakee • Appanoose • Audubon • Benton • Black Hawk • Boone • Bremer • Buchanan • Buena Vista • Butler • Calhoun • Carroll • Cass • Cedar • Cerro Gordo • Cherokee • Chickasaw • Clarke • Clay • Clayton • Clinton • Crawford • Dallas • Davis • Decatur • Delaware • Des Moines • Dickinson • Dubuque • Emmet • Fayette • Floyd • Franklin • Fremont • Greene • Grundy • Guthrie • Hamilton • Hancock • Hardin • Harrison • Henry • Howard • Humboldt • Ida • Iowa • Jackson • Jasper • Jefferson • Johnson • Jones • Keokuk • Kossuth • Lee • Linn • Louisa • Lucas • Lyon • Madison • Mahaska • Marion • Marshall • Mills • Mitchell • Monona • Monroe • Montgomery • Muscatine • O'Brien • Osceola • Page • Palo Alto • Plymouth • Pocahontas • Polk • Pottawattamie • Poweshiek • Ringgold • Sac • Scott • Shelby • Sioux • Story • Tama • Taylor • Union • Van Buren • Wapello • Warren • Washington • Wayne • Webster • Winnebago • Winneshiek • Woodbury • Worth • Wright |
| Jižní Dakota     | 66           | Seznam okresů v Jižní Dakotě     | Aurora • Beadle • Bennett • Bon Homme • Brookings • Brown • Brule • Buffalo • Butte • Campbell • Charles Mix • Clark • Clay • Codington • Corson • Custer • Davison • Day • Deuel • Dewey • Douglas • Edmunds • Fall River • Faulk • Grant • Gregory • Haakon • Hamlin • Hand • Hanson • Harding • Hughes • Hutchinson • Hyde • Jackson • Jerauld • Jones • Kingsbury • Lake • Lawrence • Lincoln • Lyman • Marshall • McCook • McPherson • Meade • Mellette • Miner • Minnehaha • Moody • Oglala Lakota • Pennington • Perkins • Potter • Roberts • Sanborn • Spink • Stanley • Sully • Todd • Tripp • Turner • Union • Walworth • Yankton • Ziebach |
| Jižní Karolína   | 46           | Seznam okresů v Jižní Karolíně   | Abbeville • Aiken • Allendale • Anderson • Bamberg • Barnwell • Beaufort • Berkeley • Calhoun • Charleston • Cherokee • Chester • Chesterfield • Clarendon • Colleton • Darlington • Dillon • Dorchester • Edgefield • Fairfield • Florence • Georgetown • Greenville • Greenwood • Hampton • Horry • Jasper • Kershaw • Lancaster • Laurens • Lee • Lexington • Marion • Marlboro • McCormick • Newberry • Oconee • Orangeburg • Pickens • Richland • Saluda • Spartanburg • Sumter • Union • Williamsburg • York |
| Kalifornie       | 58           | Seznam okresů v Kalifornii       | Alameda • Alpine • Amador • Butte • Calaveras • Colusa • Contra Costa • Del Norte • El Dorado • Fresno • Glenn • Humboldt • Imperial • Inyo • Kern • Kings • Lake • Lassen • Los Angeles • Madera • Marin • Mariposa • Mendocino • Merced • Modoc • Mono • Monterey • Napa • Nevada • Orange • Placer • Plumas • Riverside • Sacramento • San Benito • San Bernardino • San Diego • San Francisco • San Joaquin • San Luis Obispo • San Mateo • Santa Barbara • Santa Clara • Santa Cruz • Shasta • Sierra • Siskiyou • Solano • Sonoma • Stanislaus • Sutter • Tehama • Trinity • Tulare • Tuolumne • Ventura • Yolo • Yuba |
| Kansas           | 105          | Seznam okresů v Kansasu          | Allen • Anderson • Atchison • Barber • Barton • Bourbon • Brown • Butler • Chase • Chautauqua • Cherokee • Cheyenne • Clark • Clay • Cloud • Coffey • Comanche • Cowley • Crawford • Decatur • Dickinson • Doniphan • Douglas • Edwards • Elk • Ellis • Ellsworth • Finney • Ford • Franklin • Geary • Gove • Graham • Grant • Gray • Greeley • Greenwood • Hamilton • Harper • Harvey • Haskell • Hodgeman • Jackson • Jefferson • Jewell • Johnson • Kearny • Kingman • Kiowa • Labette • Lane • Leavenworth • Lincoln • Linn • Logan • Lyon • Marion • Marshall • McPherson • Meade • Miami • Mitchell • Montgomery • Morris • Morton • Nemaha • Neosho • Ness • Norton • Osage • Osborne • Ottawa • Pawnee • Phillips • Pottawatomie • Pratt • Rawlins • Reno • Republic • Rice • Riley • Rooks • Rush • Russell • Saline • Scott • Sedgwick • Seward • Shawnee • Sheridan • Sherman • Smith • Stafford • Stanton • Stevens • Sumner • Thomas • Trego • Wabaunsee • Wallace • Washington • Wichita • Wilson • Woodson • Wyandotte |
| Kentucky         | 120          | Seznam okresů v Kentucky         | Adair • Allen • Anderson • Ballard • Barren • Bath • Bell • Boone • Bourbon • Boyd • Boyle • Bracken • Breathitt • Breckinridge • Bullitt • Butler • Caldwell • Calloway • Campbell • Carlisle • Carroll • Carter • Casey • Christian • Clark • Clay • Clinton • Crittenden • Cumberland • Daviess • Edmonson • Elliott • Estill • Fayette • Fleming • Floyd • Franklin • Fulton • Gallatin • Garrard • Grant • Graves • Grayson • Green • Greenup • Hancock • Hardin • Harlan • Harrison • Hart • Henderson • Henry • Hickman • Hopkins • Jackson • Jefferson • Jessamine • Johnson • Kenton • Knott • Knox • LaRue • Laurel • Lawrence • Lee • Leslie • Letcher • Lewis • Lincoln • Livingston • Logan • Lyon • Madison • Magoffin • Marion • Marshall • Martin • Mason • McCracken • McCreary • McLean • Meade • Menifee • Mercer • Metcalfe • Monroe • Montgomery • Morgan • Muhlenberg • Nelson • Nicholas • Ohio • Oldham • Owen • Owsley • Pendleton • Perry • Pike • Powell • Pulaski • Robertson • Rockcastle • Rowan • Russell • Scott • Shelby • Simpson • Spencer • Taylor • Todd • Trigg • Trimble • Union • Warren • Washington • Wayne • Webster • Whitley • Wolfe • Woodford |
| Louisiana        | 64           | Seznam farností v Louisianě      | Acadia • Allen • Ascension • Assumption • Avoyelles • Beauregard • Bienville • Bossier • Caddo • Calcasieu • Caldwell • Cameron • Catahoula • Claiborne • Concordia • De Soto • East Baton Rouge • East Carroll • East Feliciana • Evangeline • Franklin • Grant • Iberia • Iberville • Jackson • Jefferson • Jefferson Davis • LaSalle • Lafayette • Lafourche • Lincoln • Livingston • Madison • Morehouse • Natchitoches • Orleans • Ouachita • Plaquemines • Pointe Coupee • Rapides • Red River • Richland • Sabine • St. Bernard • St. Charles • St. Helena • St. James • St. John the Baptist • St. Landry • St. Martin • St. Mary • St. Tammany • Tangipahoa • Tensas • Terrebonne • Union • Vermilion • Vernon • Washington • Webster • West Baton Rouge • West Carroll • West Feliciana • Winn |
| Maine            | 16           | Seznam okresů v Maine            | Androscoggin • Aroostook • Cumberland • Franklin • Hancock • Kennebec • Knox • Lincoln • Oxford • Penobscot • Piscataquis • Sagadahoc • Somerset • Waldo • Washington • York |
| Maryland         | 24           | Seznam okresů v Marylandu        | Allegany • Anne Arundel • Baltimore City • Baltimore • Calvert • Caroline • Carroll • Cecil • Charles • Dorchester • Frederick • Garrett • Harford • Howard • Kent • Montgomery • Prince George's • Queen Anne's • Saint Mary's • Somerset • Talbot • Washington • Wicomico • Worcester |
| Massachusetts    | 14           | Seznam okresů v Massachusetts    | Barnstable • Berkshire • Bristol • Dukes • Essex • Franklin • Hampden • Hampshire • Middlesex • Nantucket • Norfolk • Plymouth • Suffolk • Worcester |
| Michigan         | 83           | Seznam okresů v Michiganu        | Alcona • Alger • Allegan • Alpena • Antrim • Arenac • Baraga • Barry • Bay • Benzie • Berrien • Branch • Calhoun • Cass • Charlevoix • Cheboygan • Chippewa • Clare • Clinton • Crawford • Delta • Dickinson • Eaton • Emmet • Genesee • Gladwin • Gogebic • Grand Traverse • Gratiot • Hillsdale • Houghton • Huron • Ingham • Ionia • Iosco • Iron • Isabella • Jackson • Kalamazoo • Kalkaska • Kent • Keweenaw • Lake • Lapeer • Leelanau • Lenawee • Livingston • Luce • Mackinac • Macomb • Manistee • Marquette • Mason • Mecosta • Menominee • Midland • Missaukee • Monroe • Montcalm • Montmorency • Muskegon • Newaygo • Oakland • Oceana • Ogemaw • Ontonagon • Osceola • Oscoda • Otsego • Ottawa • Presque Isle • Roscommon • Saginaw • Sanilac • Schoolcraft • Shiawassee • St. Clair • St. Joseph • Tuscola • Van Buren • Washtenaw • Wayne • Wexford |
| Minnesota        | 87           | Seznam okresů v Minnesotě        | Aitkin • Anoka • Becker • Beltrami • Benton • Big Stone • Blue Earth • Brown • Carlton • Carver • Cass • Chippewa • Chisago • Clay • Clearwater • Cook • Cottonwood • Crow Wing • Dakota • Dodge • Douglas • Faribault • Fillmore • Freeborn • Goodhue • Grant • Hennepin • Houston • Hubbard • Isanti • Itasca • Jackson • Kanabec • Kandiyohi • Kittson • Koochiching • Lac qui Parle • Lake • Lake of the Woods • Le Sueur • Lincoln • Lyon • Mahnomen • Marshall • Martin • McLeod • Meeker • Mille Lacs • Morrison • Mower • Murray • Nicollet • Nobles • Norman • Olmsted • Otter Tail • Pennington • Pine • Pipestone • Polk • Pope • Ramsey • Red Lake • Redwood • Renville • Rice • Rock • Roseau • Scott • Sherburne • Sibley • St. Louis • Stearns • Steele • Stevens • Swift • Todd • Traverse • Wabasha • Wadena • Waseca • Washington • Watonwan • Wilkin • Winona • Wright • Yellow Medicine |
| Mississippi      | 82           | Seznam okresů v Mississippi      | Adams • Alcorn • Amite • Attala • Benton • Bolivar • Calhoun • Carroll • Chickasaw • Choctaw • Claiborne • Clarke • Clay • Coahoma • Copiah • Covington • DeSoto • Forrest • Franklin • George • Greene • Grenada • Handcock • Harrison • Hinds • Holmes • Humphreys • Issaquena • Itawamba • Jackson • Jasper • Jefferson • Jefferson Davis • Jones • Kemper • Lafayette • Lamar • Lauderdale • Lawrence • Leake • Lee • Leflore • Lincoln • Lowndes • Madison • Marion • Marshall • Monroe • Montgomery • Neshoba • Newton • Noxubee • Oktibbeha • Panola • Pearl River • Perry • Pike • Pontotoc • Prentiss • Quitman • Rankin • Scott • Sharkey • Simpson • Smith • Stone • Sunflower • Tallahatchie • Tate • Tippah • Tishomingo • Tunica • Union • Walthall • Warren • Washington • Wayne • Webster • Wilkinson • Winston • Yalobusha • Yazoo |
| Missouri         | 115          | Seznam okresů v Missouri         | Adair • Andrew • Atchison • Audrain • Barry • Barton • Bates • Benton • Bollinger • Boone • Buchanan • Butler • Caldwell • Callaway • Camden • Cape Girardeau • Carroll • Carter • Cass • Cedar • Chariton • Christian • Clark • Clay • Clinton • Cole • Cooper • Crawford • Dade • Dallas • Daviess • DeKalb • Dent • Douglas • Dunklin • Franklin • Gasconade • Gentry • Greene • Grundy • Harrison • Henry • Hickory • Holt • Howard • Howell • Iron • Jackson • Jasper • Jefferson • Johnson • Knox • Laclede • Lafayette • Lawrence • Lewis • Lincoln • Linn • Livingston • Macon • Madison • Maries • Marion • McDonald • Mercer • Miller • Mississippi • Moniteau • Monroe • Montgomery • Morgan • New Madrid • Newton • Nodaway • Oregon • Osage • Ozark • Pemiscot • Perry • Pettis • Phelps • Pike • Platte • Polk • Pulaski • Putnam • Ralls • Randolph • Ray • Reynolds • Ripley • Saline • Schuyler • Scotland • Scott • Shannon • Shelby • St. Charles • St. Clair • St. Francois • St. Louis County • St. Louis City • Ste. Genevieve • Stoddard • Stone • Sullivan • Taney • Texas • Vernon • Warren • Washington • Wayne • Webster • Worth • Wright |
| Montana          | 56           | Seznam okresů v Montaně          | Beaverhead • Big Horn • Blaine • Broadwater • Carbon • Carter • Cascade • Chouteau • Custer • Daniels • Dawson • Deer Lodge • Fallon • Fergus • Flathead • Gallatin • Garfield • Glacier • Golden Valley • Granite • Hill • Jefferson • Judith Basin • Lake • Lewis and Clark • Liberty • Lincoln • Madison • McCone • Meagher • Mineral • Missoula • Musselshell • Park • Petroleum • Phillips • Pondera • Powder River • Powell • Prairie • Ravalli • Richland • Roosevelt • Rosebud • Sanders • Sheridan • Silver Bow • Stillwater • Sweet Grass • Teton • Toole • Treasure • Valley • Wheatland • Wibaux • Yellowstone |
| Nebraska         | 93           | Seznam okresů v Nebrasce         | Adams • Antelope • Arthur • Banner • Blaine • Boone • Box Butte • Boyd • Brown • Buffalo • Burt • Butler • Cass • Cedar • Chase • Cherry • Cheyenne • Clay • Colfax • Cuming • Custer • Dakota • Dawes • Dawson • Deuel • Dixon • Dodge • Douglas • Dundy • Fillmore • Franklin • Frontier • Furnas • Gage • Garden • Garfield • Gosper • Grant • Greeley • Hall • Hamilton • Harlan • Hayes • Hitchcock • Holt • Hooker • Howard • Jefferson • Johnson • Kearney • Keith • Keya Paha • Kimball • Knox • Lancaster • Lincoln • Logan • Loup • Madison • McPherson • Merrick • Morrill • Nance • Nemaha • Nuckolls • Otoe • Pawnee • Perkins • Phelps • Pierce • Platte • Polk • Red Willow • Richardson • Rock • Saline • Sarpy • Saunders • Scotts Bluff • Seward • Sheridan • Sherman • Sioux • Stanton • Thayer • Thomas • Thurston • Valley • Washington • Wayne • Webster • Wheeler • York |
| Nevada           | 17           | Seznam okresů v Nevadě           | Carson City (nezávislé město) • Churchill • Clark • Douglas • Elko • Esmeralda • Eureka • Humboldt • Lander • Lincoln • Lyon • Mineral • Nye • Pershing • Storey • Washoe • White Pine |
| New Hampshire    | 10           | Seznam okresů v New Hampshiru    | Belknap • Carroll • Cheshire • Coos • Grafton • Hillsborough • Merrimack • Rockingham • Strafford • Sullivan |
| New Jersey       | 21           | Seznam okresů v New Jersey       | Atlantic • Bergen • Burlington • Camden • Cape May • Cumberland • Essex • Gloucester • Hudson • Hunterdon • Mercer • Middlesex • Monmouth • Morris • Ocean • Passaic • Salem • Somerset • Sussex • Union • Warren |
| New York         | 62           | Seznam okresů v New Yorku        | Albany • Allegany • Bronx • Broome • Cattaraugus • Cayuga • Chautauqua • Chemung • Chenango • Clinton • Columbia • Cortland • Delaware • Dutchess • Erie • Essex • Franklin • Fulton • Genesee • Greene • Hamilton • Herkimer • Jefferson • Kings (Brooklyn) • Lewis • Livingston • Madison • Monroe • Montgomery • Nassau • New York (Manhattan) • Niagara • Oneida • Onondaga • Ontario • Orange • Orleans • Oswego • Otsego • Putnam • Queens • Rensselaer County • Richmond (Staten Island) • Rockland • Saratoga • Schenectady • Schoharie • Schuyler • Seneca • St. Lawrence • Steuben • Suffolk • Sullivan • Tioga • Tompkins • Ulster • Warren • Washington • Wayne • Westchester • Wyoming • Yates |
| Nové Mexiko      | 33           | Seznam okresů v Novém Mexiku     | Bernalillo • Catron • Chaves • Cibola • Colfax • Curry • De Baca • Doña Ana • Eddy • Grant • Guadalupe • Harding • Hidalgo • Lea • Lincoln • Los Alamos • Luna • McKinley • Mora • Otero • Quay • Rio Arriba • Roosevelt • San Juan • San Miguel • Sandoval • Santa Fe • Sierra • Socorro • Taos • Torrance • Union • Valencia |
| Ohio             | 88           | Seznam okresů v Ohiu             | Adams • Allen • Ashland • Ashtabula • Athens • Auglaize • Belmont • Brown • Butler • Carroll • Champaign • Clark • Clermont • Clinton • Columbiana • Coshocton • Crawford • Cuyahoga • Darke • Defiance • Delaware • Erie • Fairfield • Fayette • Franklin • Fulton • Gallia • Geauga • Greene • Guernsey • Hamilton • Hancock • Hardin • Harrison • Henry • Highland • Hocking • Holmes • Huron • Jackson • Jefferson • Knox • Lake • Lawrence • Licking • Logan • Lorain • Lucas • Madison • Mahoning • Marion • Medina • Meigs • Mercer • Miami • Monroe • Montgomery • Morgan • Morrow • Muskingum • Noble • Ottawa • Paulding • Perry • Pickaway • Pike • Portage • Preble • Putnam • Richland • Ross • Sandusky • Scioto • Seneca • Shelby • Stark • Summit • Trumbull • Tuscarawas • Union • Van Wert • Vinton • Warren • Washington • Wayne • Williams • Wood • Wyandot |
| Oklahoma         | 77           | Seznam okresů v Oklahomě         | Adair • Alfalfa • Atoka • Beaver • Beckham • Blaine • Bryan • Caddo • Canadian • Carter • Cherokee • Choctaw • Cimarron • Cleveland • Coal • Comanche • Cotton • Craig • Creek • Custer • Delaware • Dewey • Ellis • Garfield • Garvin • Grady • Grant • Greer • Harmon • Harper • Haskell • Hughes • Jackson • Jefferson • Johnston • Kay • Kingfisher • Kiowa • Latimer • Le Flore • Lincoln • Logan • Love • Major • Marshall • Mayes • McClain • McCurtain • McIntosh • Murray • Muskogee • Noble • Nowata • Okfuskee • Oklahoma • Okmulgee • Osage • Ottawa • Pawnee • Payne • Pittsburg • Pontotoc • Pottawatomie • Pushmataha • Roger Mills • Rogers • Seminole • Sequoyah • Stephens • Texas • Tillman • Tulsa • Wagoner • Washington • Washita • Woods • Woodward |
| Oregon           | 36           | Seznam okresů v Oregonu          | Baker • Benton • Clackamas • Clatsop • Columbia • Coos • Crook • Curry • Deschutes • Douglas • Gilliam • Grant • Harney • Hood River • Jackson • Jefferson • Josephine • Klamath • Lake • Lane • Lincoln • Linn • Malheur • Marion • Morrow • Multnomah • Polk • Sherman • Tillamook • Umatilla • Union • Wallowa • Wasco • Washington • Wheeler • Yamhill |
| Pensylvánie      | 67           | Seznam okresů v Pensylvánii      | Adams • Allegheny • Armstrong • Beaver • Bedford • Berks • Blair • Bradford • Bucks • Butler • Cambria • Cameron • Carbon • Centre • Chester • Clarion • Clearfield • Clinton • Columbia • Crawford • Cumberland • Dauphin • Delaware • Elk • Erie • Fayette • Forest • Franklin • Fulton • Greene • Huntingdon • Indiana • Jefferson • Juniata • Lackawanna • Lancaster • Lawrence • Lebanon • Lehigh • Luzerne • Lycoming • McKean • Mercer • Mifflin • Monroe • Montgomery • Montour • Northampton • Northumberland • Perry • Philadelphia • Pike • Potter • Schuylkill • Snyder • Somerset • Sullivan • Susquehanna • Tioga • Union • Venango • Warren • Washington • Wayne • Westmoreland • Wyoming • York |
| Rhode Island     | 5            | Seznam okresů v Rhode Islandu    | Bristol • Kent • Newport • Providence • Washington |
| Severní Dakota   | 53           | Seznam okresů v Severní Dakotě   | Adams • Barnes • Benson • Billings • Bottineau • Bowman • Burke • Burleigh • Cass • Cavalier • Dickey • Divide • Dunn • Eddy • Emmons • Foster • Golden Valley • Grand Forks • Grant • Griggs • Hettinger • Kidder • LaMoure • Logan • McHenry • McIntosh • McKenzie • McLean • Mercer • Morton • Mountrail • Nelson • Oliver • Pembina • Pierce • Ramsey • Ransom • Renville • Richland • Rolette • Sargent • Sheridan • Sioux • Slope • Stark • Steele • Stutsman • Towner • Traill • Walsh • Ward • Wells • Williams |
| Severní Karolína | 100          | Seznam okresů v Severní Karolíně | Alamance • Alexander • Alleghany • Anson • Ashe • Avery • Beaufort • Bertie • Bladen • Brunswick • Buncombe • Burke • Cabarrus • Caldwell • Camden • Carteret • Caswell • Catawba • Chatham • Cherokee • Chowan • Clay • Cleveland • Columbus • Craven • Cumberland • Currituck • Dare • Davidson • Davie • Duplin • Durham • Edgecombe • Forsyth • Franklin • Gaston • Gates • Graham • Granville • Greene • Guilford • Halifax • Harnett • Haywood • Henderson • Hertford • Hoke • Hyde • Iredell • Jackson • Johnston • Jones • Lee • Lenoir • Lincoln • Macon • Madison • Martin • McDowell • Mecklenburg • Mitchell • Montgomery • Moore • Nash • New Hanover • Northampton • Onslow • Orange • Pamlico • Pasquotank • Pender • Perquimans • Person • Pitt • Polk • Randolph • Richmond • Robeson • Rockingham • Rowan • Rutherford • Sampson • Scotland • Stanly • Stokes • Surry • Swain • Transylvania • Tyrrell • Union • Vance • Wake • Warren • Washington • Watauga • Wayne • Wilkes • Wilson • Yadkin • Yancey |
| Tennessee        | 95           | Seznam okresů v Tennessee        | Anderson • Bedford • Benton • Bledsoe • Blount • Bradley • Campbell • Cannon • Carroll • Carter • Cheatham • Chester • Claiborne • Clay • Cocke • Coffee • Crockett • Cumberland • Davidson • Decatur • DeKalb • Dickson • Dyer • Fayette • Fentress • Franklin • Gibson • Giles • Grainger • Greene • Grunby • Hamblen • Hamilton • Hancock • Hardeman • Hardin • Hawkins • Haywood • Henderson • Henry • Hickman • Houston • Humphreys • Jackson • Jefferson • Johnson • Knox • Lake • Lauderdale • Lawrence • Lewis • Lincoln • Loudon • Macon • Madison • Marion • Marshall • Maury • McMinn • McNairy • Meigs • Monroe • Montgomery • Moore • Morgan • Obion • Overton • Perry • Pickett • Polk • Putnam • Rhea • Roane • Robertson • Rutherford • Scott • Sequatchie • Sevier • Shelby • Smith • Stewart • Sullivan • Sumner • Tipton • Trousdale • Unicoi • Union • Van Buren • Warren • Washington • Wayne • Weakley • White • Williamson • Wilson County |
| Texas            | 254          | Seznam okresů v Texasu           | Anderson • Andrews • Angelina • Aransas • Archer • Armstrong • Atascosa • Austin • Bailey • Bandera • Bastrop • Baylor • Bee • Bell • Bexar • Blanco • Borden • Bosque • Bowie • Brazoria • Brazos • Brewster • Briscoe • Brooks • Brown • Burleson • Burnet • Caldwell • Calhoun • Callahan • Cameron • Camp • Carson • Cass • Castro • Chambers • Cherokee • Childress • Clay • Cochran • Coke • Coleman • Collin • Collingsworth • Colorado • Comal • Comanche • Concho • Cooke • Coryell • Cottle • Crane • Crockett • Crosby • Culberson • Dallam • Dallas • Dawson • Deaf Smith • Delta • Denton • DeWitt • Dickens • Dimmit • Donley • Duval • Eastland • Ector • Edwards • El Paso • Ellis • Erath • Falls • Fannin • Fayette • Fisher • Floyd • Foard • Fort Bend • Franklin • Freestone • Frio • Gaines • Galveston • Garza • Gillespie • Glasscock • Goliad • Gonzales • Gray • Grayson • Gregg • Grimes • Guadalupe • Hale • Hall • Hamilton • Hansford • Hardeman • Hardin • Harris • Harrison • Hartley • Haskell • Hays • Hemphill • Henderson • Hidalgo • Hill • Hockley • Hood • Hopkins • Houston • Howard • Hudspeth • Hunt • Hutchinson • Irion • Jack • Jackson • Jasper • Jeff Davis • Jefferson • Jim Hogg • Jim Wells • Johnson • Jones • Karnes • Kaufman • Kendall • Kenedy • Kent • Kerr • Kimble • King • Kinney • Kleberg • Knox • La Salle • Lamar • Lamb • Lampasas • Lavaca • Lee • Leon • Liberty • Limestone • Lipscomb • Live Oak • Llano • Loving • Lubbock • Lynn • Madison • Marion • Martin • Mason • Matagorda • Maverick • McCulloch • McLennan • McMullen • Medina • Menard • Midland • Milam • Mills • Mitchell • Montague • Montgomery • Moore • Morris • Motley • Nacogdoches • Navarro • Newton • Nolan • Nueces • Ochiltree • Oldham • Orange • Palo Pinto • Panola • Parker • Parmer • Pecos • Polk • Potter • Presidio • Rains • Randall • Reagan • Real • Red River • Reeves • Refugio • Roberts • Robertson • Rockwall • Runnels • Rusk • Sabine • San Augustine • San Jacinto • San Patricio • San Saba • Schleicher • Scurry • Shackelford • Shelby • Sherman • Smith • Somervell • Starr • Stephens • Sterling • Stonewall • Sutton • Swisher • Tarrant • Taylor • Terrell • Terry • Throckmorton • Titus • Tom Green • Travis • Trinity • Tyler • Upshur • Upton • Uvalde • Val Verde • Van Zandt • Victoria • Walker • Waller • Ward • Washington • Webb • Wharton • Wheeler • Wichita • Wilbarger • Willacy • Williamson • Wilson • Winkler • Wise • Wood • Yoakum • Young • Zapata • Zavala |
| Utah             | 29           | Seznam okresů v Utahu            | Beaver • Box Elder • Cache • Carbon • Daggett • Davis • Duchesne • Emery • Garfield • Grand • Iron • Juab • Kane • Millard • Morgan • Piute • Rich • Salt Lake • San Juan • Sanpete • Sevier • Summit • Tooele • Uintah • Utah • Wasatch • Washington • Wayne • Weber |
| Vermont          | 14           | Seznam okresů ve Vermontu        | Addison • Bennington • Caledonia • Chittenden • Essex • Franklin • Grand Isle • Lamoille • Orange • Orleans • Rutland • Washington • Windham • Windsor |
| Virginie         | 133          | Seznam okresů ve Virginii        | Accomack • Albemarle • Alleghany • Amelia • Amherst • Appomattox • Arlington • Augusta • Bath • Bedford County • Bland • Botetourt • Brunswick • Buchanan • Buckingham • Campbell • Caroline • Carroll • Charles City • Charlotte • Chesterfield • Clarke • Craig • Culpeper • Cumberland • Dickenson • Dinwiddie • Essex • Fairfax • Fauquier • Floyd • Fluvanna • Franklin • Frederick • Giles • Gloucester • Goochland • Grayson • Greene • Greensville • Halifax • Hanover • Henrico • Henry • Highland • Isle of Wight • James City • King and Queen • King George • King William • Lancaster • Lee • Loudoun • Louisa • Lunenburg • Madison • Mathews • Mecklenburg • Middlesex • Montgomery • Nelson • New Kent • Northampton • Northumberland • Nottoway • Orange • Page • Patrick • Pittsylvania • Powhatan • Prince Edward • Prince George • Prince William • Pulaski • Rappahannock • Richmond • Roanoke • Rockbridge • Rockingham • Russell • Scott • Shenandoah • Smyth • Southampton • Spotsylvania • Stafford • Surry • Sussex • Tazewell • Warren • Washington • Westmoreland • Wise • Wythe • York nezávislá města: Alexandria • Bristol • Buena Vista • Charlottesville • Chesapeake • Colonial Heights • Covington • Danville • Emporia • Fairfax • Falls Church • Franklin • Fredericksburg • Galax • Hampton • Harrisonburg • Hopewell • Lexington • Lynchburg • Manassas • Manassas Park • Martinsville • Newport News • Norfolk • Norton • Petersburg • Poquoson • Portsmouth • Radford • Richmond • Roanoke • Salem • Staunton • Suffolk • Virginia Beach • Waynesboro • Williamsburg • Winchester |
| Washington       | 39           | Seznam okresů ve Washingtonu     | Adams • Asotin • Benton • Chelan • Clallam • Clark • Columbia • Cowlitz • Douglas • Ferry • Franklin • Garfield • Grant • Grays Harbor • Island • Jefferson • King • Kitsap • Kittitas • Klickitat • Lewis • Lincoln • Mason • Okanogan • Pacific • Pend Oreille • Pierce • San Juan • Skagit • Skamania • Snohomish • Spokane • Stevens • Thurston • Wahkiakum • Walla • Whatcom • Whitman • Yakima |
| Wisconsin        | 72           | Seznam okresů ve Wisconsinu      | Adams • Ashland • Barron • Bayfield • Brown • Buffalo • Burnett • Calumet • Chippewa • Clark • Columbia • Crawford • Dane • Dodge • Door • Douglas • Dunn • Eau Claire • Florence • Fond du Lac • Forest • Grant • Green • Green Lake • Iowa • Iron • Jackson • Jefferson • Juneau • Kenosha • Kewaunee • La Crosse • Lafayette • Langlade • Lincoln • Manitowoc • Marathon • Marinette • Marquette • Menominee • Milwaukee • Monroe • Oconto • Oneida • Outagamie • Ozaukee • Pepin • Pierce • Polk • Portage • Price • Racine • Richland • Rock • Rusk • Sauk • Sawyer • Shawano • Sheboygan • St. Croix • Taylor • Trempealeau • Vernon • Vilas • Walworth • Washburn • Washington • Waukesha • Waupaca • Waushara • Winnebago • Wood |
| Wyoming          | 23           | Seznam okresů ve Wyomingu        | Albany • Big Horn • Campbell • Carbon • Converse • Crook • Fremont • Goshen • Hot Springs • Johnson • Laramie • Lincoln • Natrona • Niobrara • Park • Platte • Sheridan • Sublette • Sweetwater • Teton • Uinta • Washakie • Weston |
| Západní Virginie | 55           | Seznam okresů v Zápaní Virginii  | Barbour • Berkeley • Boone • Braxton • Brooke • Cabell • Calhoun • Clay • Doddridge • Fayatte • Gilmer • Grant • Greenbrier • Hampshire • Hancock • Hardy • Harrison • Jackson • Jefferson • Kanawha • Lewis • Lincoln • Logan • Marion • Marshall • Mason • McDowell • Mercer • Mineral • Mingo • Monongalia • Monroe • Morgan • Nicholas • Ohio • Pendleton • Pleasants • Pocahontas • Preston • Putnam • Raleigh • Randolph • Ritchie • Roane • Summers • Taylor • Tucker • Tyler • Upshur • Wayne • Webster • Wetzel • Wirt • Wood • Wyoming |